# Louise Homer
Louise Homer (Louise Dilworth Beatty) (1871-1947) fue una célebre contralto estadounidense.

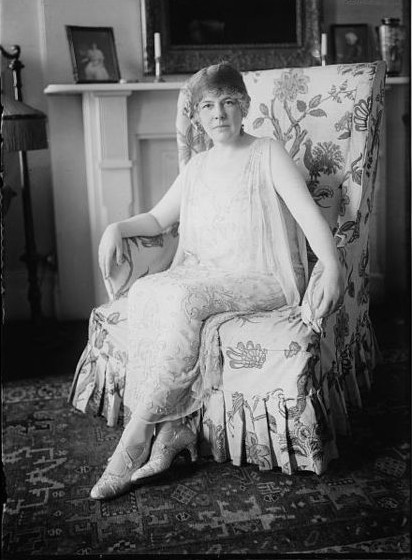

Nació en Pittsburgh y estudió en Filadelfia y Boston. 
En 1895 se casó con el compositor Sidney Homer estableciéndose en París donde se perfeccionó con Fidèle König y Paul Lhérie. 
Debutó en Vichy en 1898 como La favorita de Donizetti y posteriormente canto Amneris de Aida en Covent Garden y Ortrud de Lohengrin en Bruselas.
Debutó en 1900 en el Metropolitan Opera como Amneris donde hasta 1929 - en más de 700 funciones- fue una de las mezzosopranos preferidas en roles italianos, franceses y alemanes recordándose sus actuaciones con Enrico Caruso, Nellie Melba, Olive Fremstad, Emmy Destinn y Johanna Gadski. También cantó en San Francisco, Chicago y Los Ángeles. 
En 1910 creó el personaje de la Bruja en el estreno mundial de la ópera Königskinder de Engelbert Humperdinck en el Metropolitan junto a Geraldine Farrar.
Homer estaba casada con el compositor Sidney Homer, con el que tuvo seis hijos, y uno de sus sobrinos fue el famoso compositor Samuel Barber.

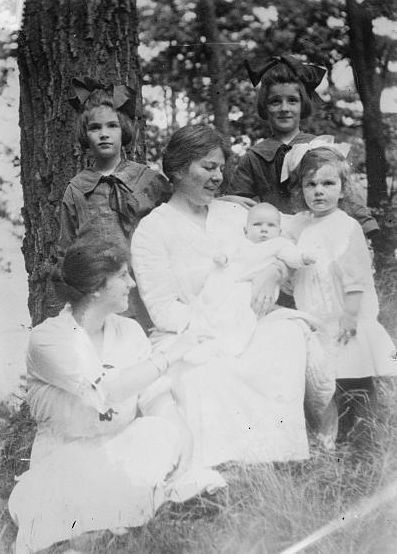